# Мемориал Воинской Славы (Заветное)
Мемориал Воинской Славы — мемориал воинам, погибшим в годы Великой Отечественной войны за освобождение села Заветное Заветинского района Ростовской области.

## История
В годы Великой Отечественной войны территория Заветинского района была оккупирована немцами. C августа по 29 декабря 1942 году в селе Заветное Заветинского района около балки Анхара действовал партизанский отряд «Гневный Дон». В подполье воевали многие местные жители. Бойцом отряда был и агроном районного земельного отдела Борис Федорович Коротков. Немецко-румынские войска не чувствовали здесь себя хозяевами. Через неделю после назначения был убит назначенный оккупантами староста. Через полгода оккупанты были выбиты с территории села и района.
В боях за освобождение села Заветное, закончившихся 28 декабря 1942 года, погибли командир 26-й танковой бригады 3-го гвардейского Сталинградского мехкорпуса Н. А. Дорошкевич, командир 256-й танковой бригады К. Л. Панченко и другие воины.
На месте их захоронения в районном центре Заветное был открыт мемориал. Именами героев названы улицы села Заветного.
В свое время по инициативе сельчан на совещании РК КПСС села Заветное было принято решение о строительстве памятника воинам — освободителям. В художественной мастерской архитектора Г. Д. Ломанова в городе Ставрополе скульптор Ф. И. Перетятько сваял гипсовый макет монумента и представил его для всеобщего обозрения. Макет был одобрен жителями села Заветное.
Мемориал Воинской Славы был сооружен на средства селян к весне 1969 года и торжественно открыт в центре села на аллее у Дома пионеров 9 мая, в День 24-летия Великой Победы советского народа. На мемориале стоят две стелы, рядом с ними установлен памятник советского воина, сжимающего в руках автомат ППШ. С другой стороны стелы установлена скульптура воина Красной Армии в шинели и будёновке, воин сжимает в правой руке рукоять шашки находящейся в ножнах.
В нише фундамента замуровано письменное обращение к потомкам, жителям 2017 года. 9 мая 1973 года в братскую могилу Мемориала Воинской Славы в селе Заветное перезахоронено еще 34 воина из двух братских могил. Личность каждого воина установлена.
На плите у мемориала выгравированы фамилии бойцов, павших за освобождение села. Среди них: Панченко Константин Лукьянович, Старков Владимир Павлович, подпольщик Коротков Борис Федорович, гв. майор Дорошкевич Николай Антонович и др.